# اورژار (رود)
اورژار (به قزاقی: Urzhar) یک رود است که در قزاقستان واقع شده‌است.